# The Challenge (1982)
The Challenge is een Amerikaans-Japanse actiefilm uit 1982 onder regie van John Frankenheimer.

## Verhaal
De bokser Rick Murphy raakt betrokken bij een conflict tussen de Japanse zakenman Toshio Yoshida en zijn broer Toru. De twee broers vechten een 30 jaar oude familievete uit om de rechten op twee samoeraizwaarden. Uiteindelijk kiest Rick partij voor Toru, die de echte familiewaarden verdedigt.

## Rolverdeling
| Acteur          | Personage              |
| --------------- | ---------------------- |
| Scott Glenn     | Rick Murphy            |
| Toshiro Mifune  | Toru Yoshida           |
| Donna Kei Benz  | Akiko Yoshida          |
| Atsuo Nakamura  | Hideo Yoshida          |
| Calvin Jung     | Ando                   |
| Clyde Kusatsu   | Go                     |
| Sab Shimono     | Toshio Yoshida         |
| Kiyoaki Nagai   | Kubo                   |
| Kenta Fukasaku  | Jiro                   |
| Shogo Shimada   | Vader van Toru Yoshida |
| Yoshio Inaba    | Leermeester            |
| Seiji Miyaguchi | Oude man               |
| Miiko Taka      | Vrouw van Toru Yoshida |
| Akio Kameda     | Bokser                 |
| Hisashi Osaka   | Messenman              |